# Arg, Kabul
Arg ('Citadellet') i Kabul i Afghanistan är det officiella residenset för Afghanistans statschef. Det består konkret av flera byggnader innanför ett muromgärdat område i Kabul. 
Arg uppfördes på order av Abd-ar-rahman direkt efter att han besteg tronen år 1880. Det muromgärdade området innehöll ett parkliknande landskap med flera byggnader, bland annat det kungliga bostäderna (däribland haremet), baracker för den kungliga vakten och slavarna och den kungliga skattkammaren. Arg uppfördes för att ersätta Bala Hissar, där Afghanistans härskare hade bott fram till dess förstörelse under Andra anglo-afghanska kriget 1878-79. 
Arg har sedan dess tjänat som officiellt residens för samtliga monarker och statschefer i Afghanistan. Flera ombyggnader har gjorts under årens lopp. Under Aprilrevolutionen 1978 mördades Mohammed Daoud Khan och hans familj inne i komplexet.